# Anthony Briguglio
Anthony Briguglio (Ħamrun, 1934. július 22. –) máltai nemzetközi labdarúgó-játékvezető. Más források szerint Tonio Briguglio.

## Pályafutása

### Nemzeti játékvezetés
Pályafutása során hazája legfelső szintű labdarúgó-bajnokságának játékvezetője lett. Az aktív nemzeti játékvezetéstől 1985-ben vonult vissza.
A Máltai Kosárlabda Szövetség Játékvezető Bizottságának tagja, volt nemzetközi kosárlabda játékvezető.

#### Nemzeti kupamérkőzések
Vezetett Kupa-döntők száma: 8.

##### Máltai Kupa
A máltai JB elismerve szakmai felkészültségét több alkalommal megbízta a döntő találkozó koordinálásával. 1972/1973 döntő mérkőzésen Paul Bonett játékvezető megsérült, mint egyes számú partbírónak, neki kellett átvennie a mérkőzés további irányítását.
| Időpont | Helyszín                                | Mérkőzés típusa        | Mérkőzés                          | Eredmény |
| ------- | --------------------------------------- | ---------------------- | --------------------------------- | -------- |
| 1970.   | Hibernians Ground Stadion, Paola        | döntő                  | Hibernians FC–Valletta FC         | 2 : 1    |
| 1971.   | Hibernians Ground Stadion, Paola        | döntő második mérkőzés | Hibernians FC–Sliema Wanderers FC | 2 : 0    |
| 1972.   | Ix-Xagħra tal-Furjana Stadion, Floriana | döntő                  | Floriana FC–Sliema Wanderers FC   | 3 : 1    |
| 1973.   | Marcel Saupin Stadion, Gżira            | döntő első mérkőzés    | Gzira United–Birkirkara FC        | 0 : 0    |
| 1973.   | Marcel Saupin Stadion, Gżira            | döntő második mérkőzés | Gzira United–Birkirkara FC        | 0 : 0    |
| 1974.   | Ta'Qali Nemzeti Stadion, Sliema         | döntő                  | Sliema Wanderers–Floriana FC      | 1 : 0    |
| 1975.   | Ta'Qali Nemzeti Stadion, Valetta        | döntő                  | Valletta FC–Hibernians FC         | 1 : 0    |
| 1977.   | Ta'Qali Nemzeti Stadion, Valetta        | döntő                  | Valletta FC–Floriana FC           | 1 : 0    |
| 1985.   | Városi Stadion, Żurrieq                 | döntő első mérkőzés    | Żurrieq FC–Valletta FC            | 0 : 0    |

### Nemzetközi játékvezetés
A Máltai labdarúgó-szövetség Játékvezető Bizottsága (JB) 1971-ben terjesztette fel nemzetközi játékvezetőnek, a Nemzetközi Labdarúgó-szövetség (FIFA) bíróinak keretébe. Több nemzetek közötti válogatott és klubmérkőzést vezetett. Az aktív nemzetközi játékvezetéstől 1984-ben búcsúzott.